# Trotsky (phim)
Trotsky (tiếng Nga: Троцкий) là một bộ phim của đạo diễn Leonid Maryagin về cuộc đời Lev Davidovich Trotsky, ra mắt lần đầu năm 1993.

## Diễn viên
- Iya Savvina
- Viktor Sergachyov
- Yevgeny Zharikov
- Nikolai Yeryomenko Ml.
- Vyacheslav Razbegayev
- Sergey Makovetsky
- Inna Pivars
- Vladimir Menshov
- Vladimir Kachan
- Aleksandr Pashkovsky
- Ivan Kosykh